# Molino dels Anouers
El Molino dels Anouers es un molino hidráulico ubicado en la partida de La Mitjana, en el término municipal de Potríes.Recibe también los nombres de dels Anoers y dels Anohuers.Anouer es la forma local de noguera, que significa nogal (Juglans regia).

## Contexto
El molino está situado en la partida de La Mitjana, en el término de Potries. Forma parte de la red de acequias alimentadas por la acequia Común de Oliva, alimentándose directamente de esta desde el partidor de Sotaia. Está situado unos 1600 m aguas abajo del molino Canyar y 900 m aguas arriba del molino Canyisset.
El agua como fuerza para mover ingenios tuvo gran importancia en la Safor. En la Concordia de 1511 los molinos se describen detalladamente. Además, los molinos constituían una de las principales fuentes de ingresos de los señoríos locales. Y así, aunque la presencia de molinos en la comarca ya había ido en aumento, fue a partir de la supresión de los señoríos a inicios del siglo XIX cuando su número crece más, contando con cerca de sesenta a finales de ese siglo.

## Historia
Aparece documentado como molino harinero desde al menos el siglo XV, pues así consta en la Concordia de 1511 en la cual se le llamaba «molí de Çar Borzen, moro de Beniflà»; en el año1745 aparece como «molino de los nogales», en un memorial por un pleito sobre aguas realizado por Gregorio Mayans, mientras que a finales del siglo XIX e inicios del XX figura como «molino de Almúnia».
Parece que la parte más antigua del molino es la galeria inferior o cava y seguramente el tramo central donde se sitúa la sala de muelas.
El edificio fue adquirido por un súbdito británico a finales del siglo XX para transformarlo en una especie de residencia, con distintas dependencias y habitaciones. Este proyecto fracasó y parece ser que el edificio volvió a manos de sus anteriores propietarios, después de haber sustancialmente remodelado en algunas de sus partes. Su abandono ha producido un continuo proceso de degradación, presentandoun lamentable estado de conservación. En una ficha de 2004 del equipo técnico de la Generalidad Valenciana se indica que el «edificio de dos plantas que después de convertirse en hotel rural ha quedado en el más absoluto abandono y ruina total. Conserva en mal estado el banco con dos juegos de muelas harineras y una arrocera y los depósitos de recogida de la harina».
Un estudio de 2016 indica la presencia de numerosos elementos ajenos a la estructura original, como por ejemplo un piscina cubierta o muros de materiales no originales, así como el estado ruinoso de partes del conjunto, con pérdida de algunos forjados de la planta primera.

## Descripción

### Acequias contiguas

#### Tramo de acequia de entrada de las aguas
Este tramo fue construido hacia el siglo XV. Según Gisbert Santonja, en el siglo XIX sufrió transformaciones junto a una remodelación del molino y otra en los años 60 del siglo XX. Su función es la conducción de las aguas pero su aprovechamiento inmediato en un molino harinero, además de ser utilizadas para el regadío. Este tramo de acequia de entrada de aguas es parte de la acequia Común de Oliva. Su cajero de sección triangular aparece flanqueado por muretes de mampostería irregular, trabada con mortero de cal que contiene abundantes canto rodados de pequeño y diminuto tamaño, y además algún que otro ripio entrejuntas. Los muros están revestidos de una sólida argamasa de cemento con gravas, quedando finamente enlucidas las caras interiores del cajero. El suelo de acequia presenta fábrica idéntica a la descrita en los muros. El tramo de la acequia posee un ligero desnivel hasta llegar a un estrechamiento que se sitúa en la boca del pozo o cup, adosado éste al edificio del molino. El pozo es de sección circular, y está cerrado en su parte superior por una reja de hierro. La fábrica del mismo aparece enmascarada por el revestimiento que hemos comentado para los muros del cajero. Esta inclinación de la acequia, en dirección al pozo, se debe a que de esta manera se acelera la velocidad del agua. Esta al caer velozmente en el pozo aumenta su presión, y por tanto su fuerza motriz, consiguiendo de ese modo mover con facilidad el mecanismo motriz del molino. En cuanto a su cronología cabe apuntar que esta acequia ya aparece referida en la Concordia de 1511, por lo que se la data en el siglo XV.

#### Tramo de acequia de salida de las aguas
Este tramo se construyó en el siglo XV, no constan transformaciones posteriores. Su función es la conducción de las aguas de la acequia Común de Oliva para el regadío y actividades industriales. Es un tramo de acequia descubierta que se localiza inmediatamente después del molino y a ella desembocan las aguas provenientes de la cava o cárcamo del molino. El margen septentrional presenta el aspecto de que debían tener originalmente la mayoría de los márgenes de acequia de la comarca, es decir de tierra y cañas. Las cañas u otro tipo de plantas refuerza con el desarrollo de sus raíces los márgenes de tierra, evitando la erosión de los mismos por el agua de la acequia. En opinión de Gisbert Santonja, este margen se conserva así por limitar con el camino de entrada al molino. El margen opuesto, en cambio, es un sólido muro de mortero de cemento y gravas irregulares, levantando mediante encofrado. Este muro constituye además el margen del campo contiguo y evita que en época de lluvias o cuando se riega la parcela se erosione este lado del campo. La anchura de la acequia en este tramo es de unos 4 m y la profundidad de la misma es de unos 2,5 m debido al salto de agua que se produce en el molino Respecto a su cronología, aparece en la Concordia de 1511, y según esta la acequia ya discurría por aquí en esta fecha por lo que se la data en el siglo XV.

### Edificios
Se distingue el edificio del molino propiamente dicho y un segundo edificio adosado en la parte occidental que debió ser una especie de almacén.
Los muros son de un grosor considerable, con lo que adquieren una notable inercia térmica que proporciona una barrera para al paso de la temperatura tanto interior como exterior. El espesor del perímetro del molino es de entre 45 y 50 cm. Los cerramientos exteriores coinciden con los muros de carga y estàn construidos a base de mampostería con mortero de cal y arena. Todos ellos, salvo uno, se encontraban (2016) en buenas condiciones, aunque se  apreciaba desgaste del revestimiento de los muros debido a los agentes atmosféricos.

#### Edificio del molino
Tiene planta rectangular y su fábrica es de mampostería irregular, ladrillo y mortero de cal, los muros presentan enlucido cubriente y están todos ellos encalados. Dispone de planta baja y primer piso, la cubierta es a dos aguas con teja árabe. Por debajo de la planta baja se localiza el cárcamo o cava, que generalmente es un espacio abovedado donde se sitúa el mecanismo que transforma la energía hidráulica en fuerza motriz.
La fachada principal se orienta al Este, en ella se sitúa el acceso a través de un vano adintelado. Al mismo nivel de la puerta se abren tres vanos rectangulares adintelados, que son las ventanas que iluminan el interior dela planta baja. En el piso superior se sitúan cuatro vanos más, en línea con los situados en la planta baja y con una tipología similar a éstos. Tanto en el muro septentrional, como en el meridional y el occidental se abren vanos idénticos a los anteriores.
El espacio interior se organiza en profundidad mediante dos crujías separadas por gruesa viga maestra de madera que descansa en pilares rectangulares. Longitudinalmente el espacio queda dividido en tres zonas, la primera contigua al acceso es una especie de zaguán, comunicado en la parte Norte con un pequeño cobertizo que se adosa al exterior del muro. En el centro se localiza la sala de muelas, situada en la segunda crujía, y precedida de una despejada sala en la primera crujía. El suelo de ambos espacios es de loseta, destacando el que pavimenta la primera crujía con dibujo a base de estrías realizadas en el barro húmedo. La sala de muelas está a nivel ligeramente superior a la de la sala anterior, todavía se conservan dos muelas fijas en el suelo, así como las dos muelas móviles que se situaban  por encima de éstas. Las cuatro muelas son de una piedra compacta y dura, posiblemente granito. Por delante de las muelas fijas existen dos huecos, excavados en el suelo, rectangulares que es donde caía la harina producto de la trituración del grano en las muelas. A la derecha se localiza un pequeño espacio, cerrado por un murete, que debía ser el lugar donde se almacenaba el grano para la molienda. En este lugar todavía se conservaba (hacia 2004) un rodezno, muy deteriorado, pero que su evidente interés etnográfico lo hace susceptible de recuperación. El rodezno se situaba en la parte inferior de la sala de muelas, en la cava o cárcamo subterráneo, es una especie de rueda de carro cuyos radios asemejan grandes cucharones denominados alabes. Al incidir el agua que caía a gran presión desde el pozo sobre los alabes el rodezno giraba imprimiendo a un madero, denominado árbol, que se sitúa en la parte superior, y por la fricción de ésta con la muela fija se tritura el grano introducido entre ambas.
La tercera zona de esta planta baja se sitúa en el extremo meridional, es una estancia donde se localiza la cocina del edificio con restos de un horno de pan. En un rincón de esta estancia se halla la escalera por la que se accede al piso superior. Toda la planta baja se cubre con un techo de vigas de madera, transversales respecto a la viga maestra, y bovedillas entre ellas. Esta techumbre sirve de apoyo al suelo de la segunda planta. Esta última está enormemente transformada por el intento de remodelación de la década de 1980.
El edificio era de tres crujías, dos alturas y una fachada de unos 20 m. Su superficie total sería de unos 800 m². Mampostería de ladrillo cementada con cemento y cal. Tapial interior de ladrillo. Techumbre a dos aguas. Tenía corral y cuadra. La sala del molino era de unos 150 m².

#### Edificio de almacenaje
Este edificio se sitúa en la parte noroccidental del conjunto. Tiene planta rectangular. La remodelación de la década de 1980 afectó bastante su estructura. estaca un pasillo dispuesto transversalmente a la dirección del edificio del molino, que se flanquea al norte por un muro de mampostería irregular careada y mortero de cal, y al sur por pequeñas estancias rectangulares abiertas al pasillo por arcos de medio punto en ladrillo macizo, y separadas entre sí por tabiques de obra moderna. Esta zona descrita posiblemente formara parte del antiguo espacio destinado al almacenaje. Al fondo del pasillo, en dirección oeste, se sitúa una escalera por la que se accede a una planta superior totalmente reformada, existe incluso en su interior una piscina y una serie de arcadas de factura moderna. En el muro meridional hay un vano de salida que linda con el tramo de acequia de entrada de aguas al molino.
Por la tipología actual del edificio con características propias de la arquitectura rural  popular, sin concesión a lo superfluo y decorativo, muy funcional y de sobria y sencilla fábrica, nos atrevemos a asegurar que el edificio fue remodelado, o quizás reconstruido, en el siglo XIX. Este edificio decimonónico diferencia claramente las zonas destinadas a actividades domésticas de las destinadas a las laborales, y dispone de una manera simétrica y equilibrada los vanos que iluminan el interior del edificio.

### Estructura e instalaciones del molino
Disponía de un lagar de 122 cm de diámetro y dos metros de altura. Movía directamente dos juegos de muelas catalanas, que fueron sustituidas por otras francesas de 132 cm de diámetro y 12 cm de altura las soleras y 22 cm las volanderas, con dos harneros de 150 por 90 cm y 53 cm de profundidad. Otra muela añadida posteriormente, estaba unida a las demás por un engranaje y con un nuevo harnero. La cacao disponía de dos bóvedas de 160 cm de altura y ancho y 3 m de largo. Un canal de desagüe atraviesa la sala del molino y el camino delantero. El aventador salía por la izquierda de la corriente de agua antes del lagar. Las dimensiones de la acequia eran una profundidad de 70 cm y una anchura de 160 cm.